# Glena insaria
Glena insaria là một loài bướm đêm trong họ Geometridae.